# Letiště Lublaň
Mezinárodní letiště Jože Pučnika (IATA: LJU, ICAO: LJLJ, slovinsky: Letališče Jožeta Pučnika Ljubljana), někdy známé jako letiště Brnik, se nachází na území vesnice Zgornji Brnik (občina Cerklje na Gorenjskem), 19 km severně od Lublaně, hlavního města Slovinska.

## Historie a význam

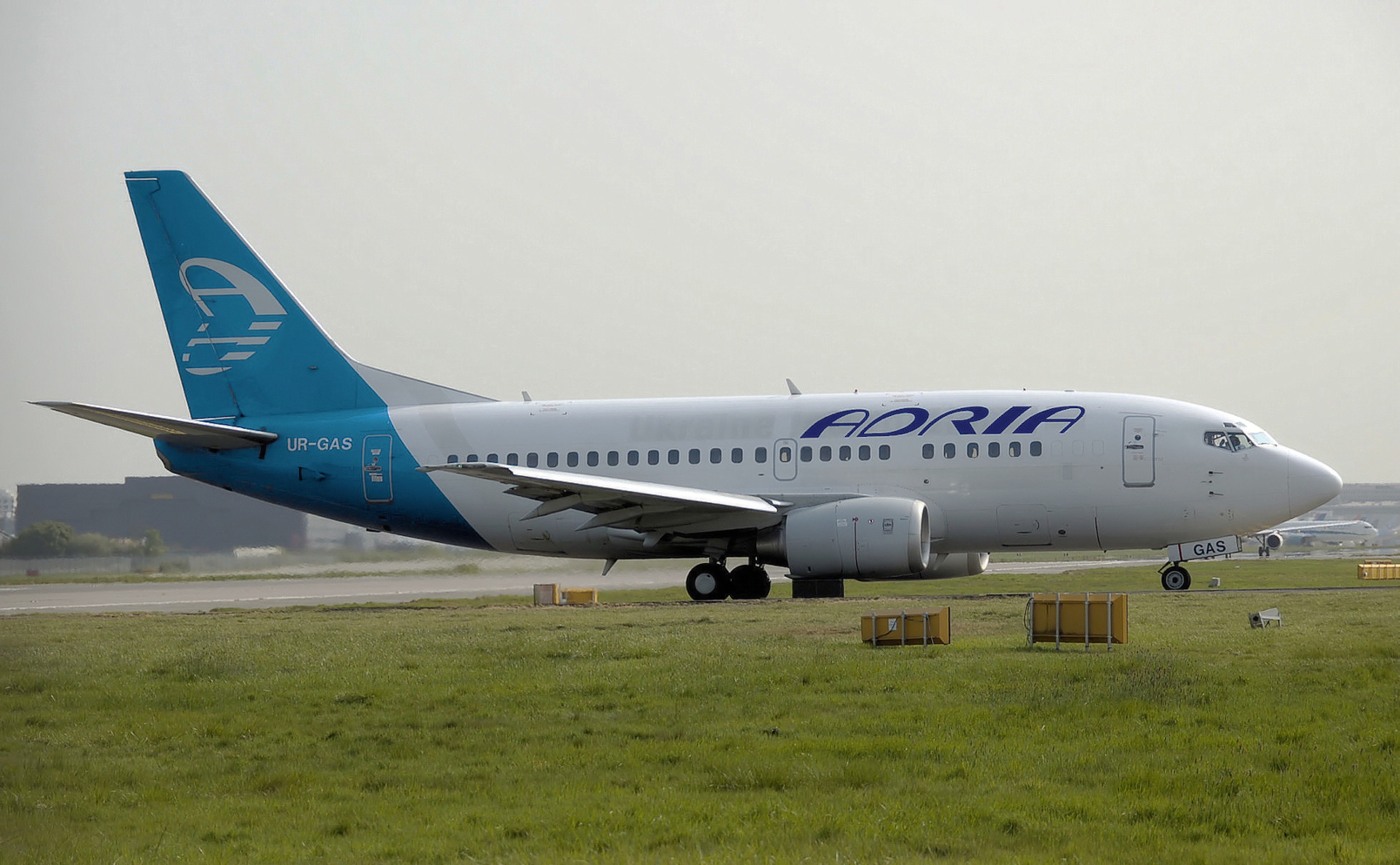
Letecká společnost Adria

Letiště bylo otevřeno 23. prosince 1963 a v roce 2007 dostalo název po slovinském politikovi Jože Pučnikovi. Letiště je základnou pro slovinské aerolinky Adria Airways. Letišti slouží i další letecké společnosti. Je to jedno z největších, nejdůležitějších a nejvytíženějších letišť v jihovýchodní Evropě.[zdroj?]

## Vybavení
Letadla jsou z kontrolní věže naváděna na jednu vzletovou a přistávací dráhu. Všechny lety jsou situovány do jednoho moderně vybaveného terminálu. Mezinárodní terminál má dostatečný počet odbavovacích pultů, je zde restaurace, autopůjčovna, WC, VIP salonek, dětský koutek, obchody apod.